# Королевский размер (фильм, 2008)
«Королевский размер» (англ. Queen Sized) — американский телефильм режиссёра Питера Левина, вышедший на экраны 12 января 2008 года.

## Сюжет
Одноклассники 17-летней Мэгги, обладающей избыточным весом, жестоко подшутили над ней, выдвинув на звание королевы выпускного вечера. Девушка же назло своим обидчикам решила на самом деле выиграть соревнование и завоевать титул королевы. Это нашло поддержку сначала со стороны школьных изгоев, а затем и других учеников школы, в результате чего к Мэгги постепенно приходит популярность.

## В ролях
- Никки Блонски — Мэгги
- Энни Поттс (Annie Potts) — Мама Мэгги
- Лили Холлемен (Lily Holleman) — Кейси
- Лиз МакГивер (Liz McGeever) — Лиз
- Кимберли Матула (Kimberly Matula) — Тара
- Фабиан Морено (Fabian C. Moreno) — Луис
- Джэксон Пейс (Jackson Pace) — Уилл
- Келси Шульц (Kelsey Schultz) — Камилла
- Кайл Расселл Клементс (Kyle Russell Clements) — Трип
- Бренди Коулмен (Brandi Coleman) — Люси Филлипс

## Съёмочная группа
- Режиссёр: Питер Левин
- Сценаристы: Родни Джонсон (Rodney Johnson), Нора Клеттер (Nora Kletter), Ричард Клеттер (Richard Kletter)
- Продюсеры: Джуди Каиро (Judy Cairo), Кристофер Морган (Christopher Morgan)
- Сопродюсер: Лоуренс Дучески (Laurence Ducceschi)
- Исполнительные продюсеры: Роберт М. Сертнер (Robert M. Sertner), Фрэнк фон Зернек (Frank von Zerneck)
- Оператор: Нейл Роуч (Neil Roach)
- Монтаж: Анита Брандт-Бургойн (Anita Brandt-Burgoyne)
- Художник-постановщик: Бернт Амадеус Капра (Bernt Amadeus Capra)
- Производство «Lifetime Television», «Starz Media».